# Duatentopet
Duatentopet vagy Tentopet ókori egyiptomi királyné volt a XX. dinasztia idején; valószínűleg IV. Ramszesz felesége és V. Ramszesz anyja. Bár sehol nem említik Ramszesz feleségeként, sírjában (QV74) említett címei alapján ő a legvalószínűbb jelölt. A sírban először király lányaként említik, ezeket a feliratokat írják át később a király feleségére, ami azt jelzi, akkor lett királyné, amikor a sír díszítése folyamatban volt.
Valószínű, hogy azonos a Tentopet nevű papnővel, aki III. Ramszesz mellett megjelenik Honszu templomában, a karnaki templomegyüttesben. Tentopet feltehetőleg III. Ramszesz lánya, így férjének a testvére vagy féltestvére volt.
Háznagyát, Amenhotepet a thébai TT346-os sírba temették.
Címei: Nagy királyi hitves (ḥm.t-nỉswt wr.t), A Két Föld úrnője (nb.t-t3.wỉ), A király lánya (z3.t-nỉswt), A király anyja (mwt-nỉswt), az isten imádója (dw3.t-nṯr). Utóbbi cím azonos értékű „az isten felesége” címmel. Ő az utolsó királyné, aki ezt a címet viselte, innentől főleg a királyok leányai kapták.